# Eugène Pelletan

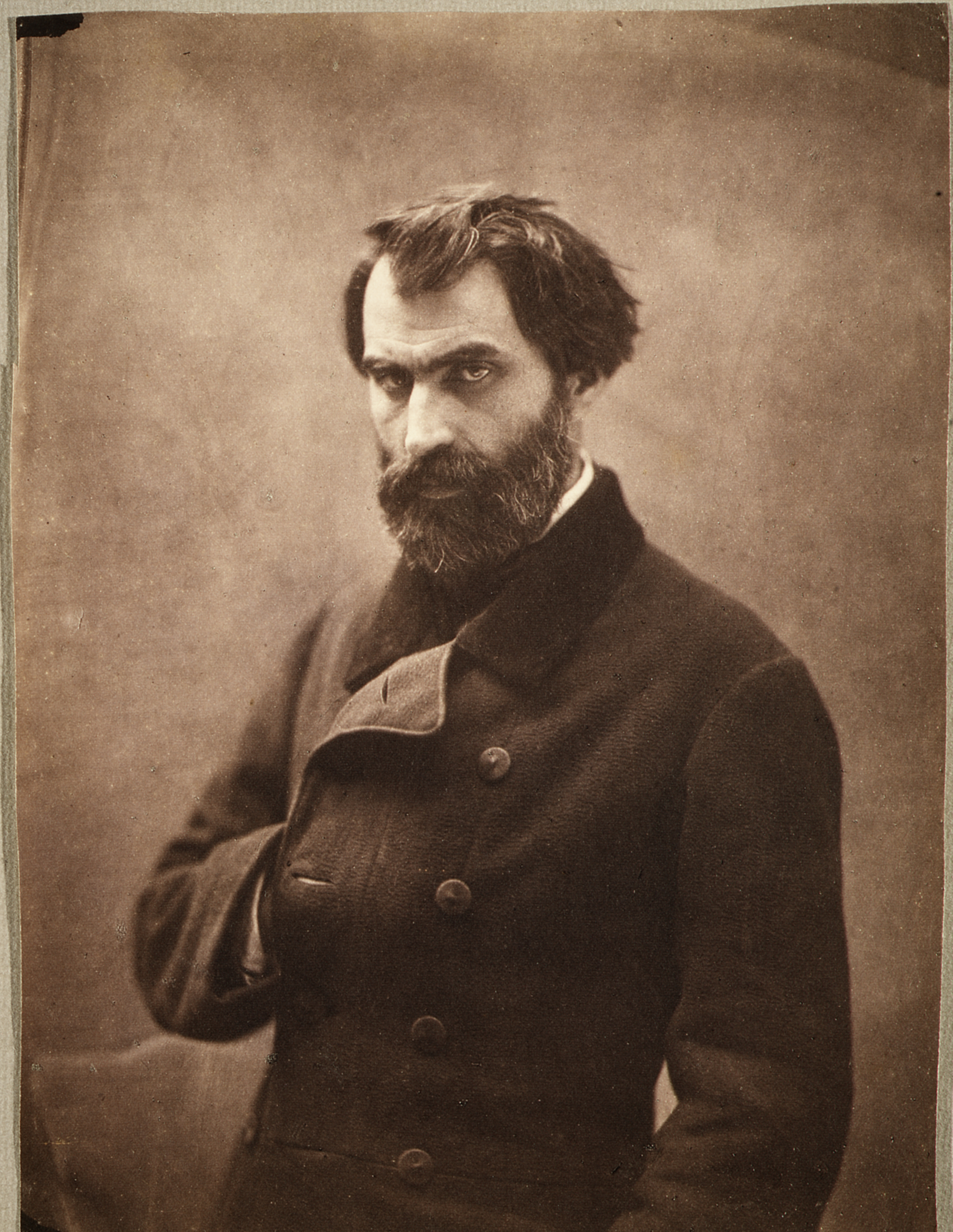
Eugène Pelletan zwischen 1855 und 1859, Fotografie von Nadar

Pierre Clément Eugène Pelletan  (* 29. Oktober 1813 in Saint-Palais-sur-Mer; † 13. Dezember 1884 in Paris) war ein französischer Schriftsteller, Publizist und Politiker.

## Leben
Pierre Clément Eugène Pelletan studierte ab 1833 in Paris die Rechte, dann Philosophie und Literatur und wirkte hierauf viele Jahre als Kritiker in der Presse und der Revue des Deux Mondes. Er verschaffte sich dabei durch seine von allen Klüngeleinflüssen freie Kritik und Polemik Ansehen. 1848 gründete er mit Alphonse de Lamartine den Bien public und bekämpfte im Siècle und im Courrier du dimanche das zweite Kaiserreich. 1863 und 1869 wurde er als Mitglied der linken Opposition in den Gesetzgebenden Körper gewählt. Nach dem 4. September 1870 war er Mitglied der Regierung der Nationalverteidigung und leitete während der Belagerung von Paris besonders die Ambulanzen. 1871–76 gehörte er als Mitglied der republikanischen Linken zur Nationalversammlung. Ab 1876 war er Mitglied des Senats, dessen Vizepräsident er im Januar 1879 wurde. Im Juni 1884 zum Senator auf Lebenszeit gewählt, starb er am 13. Dezember desselben Jahres im Alter von 71 Jahren in Paris. Sein Sohn Charles Camille Pelletan (* 28. Juni 1846; † 4. Juni 1915) war ebenfalls ein französischer Politiker und Journalist.

## Werke (Auswahl)
- La lampe éteinte. 2 Bände, 1840
- L’histoire du brahmanisme. 1846
- Heures du travail. 2 Bände, 1854, 2. Auflage 1869
- Le pasteur du désert. 1855 (Biografie von Pelletans Großvater)
- La loi de progrès. 1857, 6. Auflage 1881
- Les droits de l’homme. 1858, 2. Auflage 1867; deutsch, Bremen 1870
- Décadence de la monarchie française. 1860, 4. Auflage 1872
- La nouvelle Babylone. 1863; deutsch Das Neue Babylon Bremen 1871 Digitalisat
- Les fètes d’intelligence. 1863
- La charte du foyer. 1864
- Nouvelles heures de travail. 1870
- Elisée; voyage d’un homme à la recherche de lui-même. 1877
- Dieu est-il mort? 1883